# كيران دارسي سميث
كيران دارسي سميث (بالإنجليزية: Kieran Darcy-Smith)‏ هو منتج أفلام وكاتب سيناريو ومخرج وممثل أسترالي، ولد في 12 يونيو 1965 في أستراليا. من الجوائز التي نالها AACTA Award for Best Original Screenplay ‏ سنة 2012.

## الأعمال

### أفلام
- مملكة الحيوان (2010)
- المبارزة (2016)

### مسلسلات
- خل التفاح (2025)

## جوائز وترشيحات
جوائز
- AACTA Award for Best Original Screenplay [الإنجليزية]‏ (2012)

ترشيحات
- AACTA Award for Best Direction [الإنجليزية]‏ (2012)

## وصلات خارجية
- كيران دارسي سميث على موقع IMDb (الإنجليزية)
- كيران دارسي سميث على موقع ألو سيني (الفرنسية)
- كيران دارسي سميث على موقع أول موفي (الإنجليزية)
- كيران دارسي سميث على موقع قاعدة بيانات الفيلم (الإنجليزية)
- كيران دارسي سميث على موقع كينوبويسك (الروسية)